# 密西西比州立大学

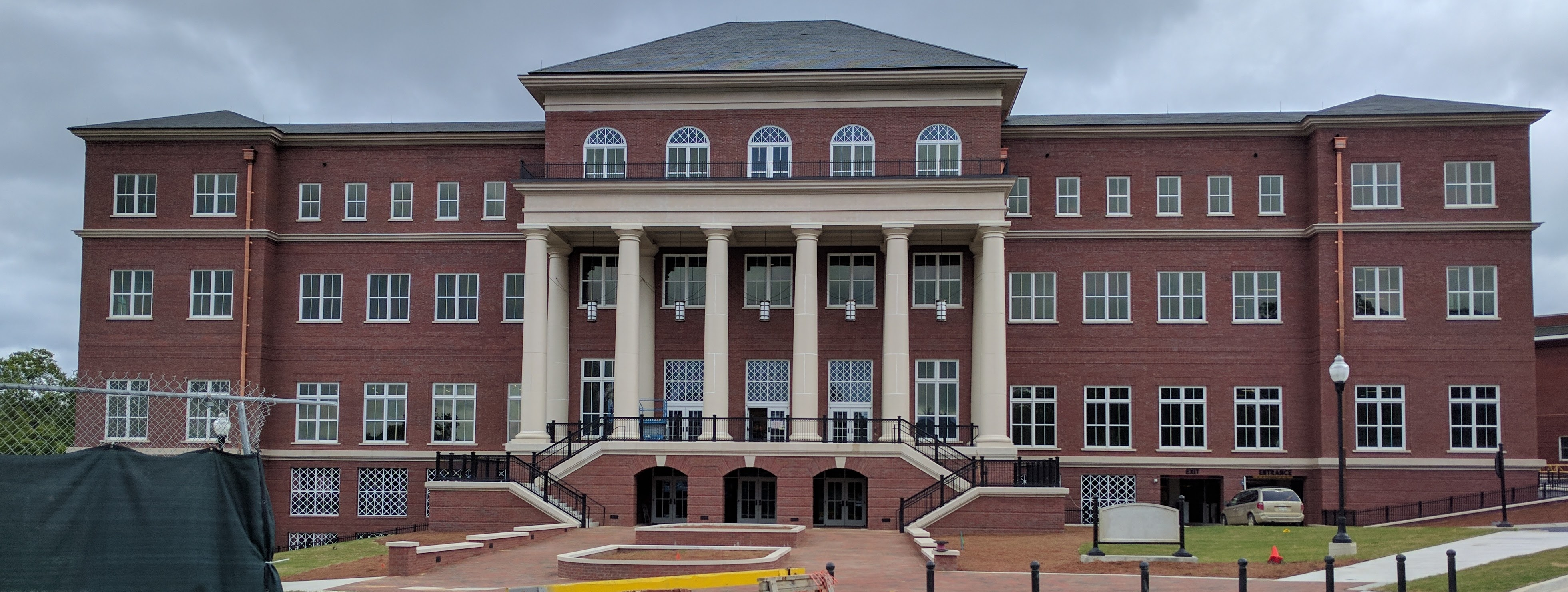
密西西比州立大学

密西西比州立大学（英語：Mississippi State University）位于密西西比州斯塔克韦利。密西西比州立大学是全国R1类博士大学之一。

## 歷史沿革
1878年2月28日，由密西西比州立法机构创建，原名密西西比州农业及机械学院，以满足培训“农业、园艺、机械技术.....但并不排除其他科学和古典之研究，包括军事科学”。
1880年秋季首次招生，1932年更名为密西西比州立学院，包括了农业试验站，机械学院，农业学院，工业学校，通用科学学院，工商学院，密西西比农业扩展服务处，以及继续教育学院。
1958年学校更名为密西西比州立大学，1936年建立研究生部，1951年开始博士教育，1954年新设林业资源学院，1956年新设艺术和科学学院，1973年建立建筑学院，1977年设立兽医学院，1979年设立会计学院。

## 下设机构
- 农业及生命科学学院，包括人类学
- 建筑学院
- 工商学院，包括会计学院
- 继续教育学院
- 教育学学院
- 工程学院，包括Swalm化工学院
- 林业资源学院
- 兽医学院
- 密西西比农林试验站